# Wydział Wychowania Fizycznego i Sportu Akademii Wychowania Fizycznego we Wrocławiu
Wydział Wychowania Fizycznego i Sportu Akademii Wychowania Fizycznego we Wrocławiu – jeden z dwóch i największy z wydziałów Akademii Wychowania Fizycznego we Wrocławiu, utworzony w 1950 roku wraz z powstaniem Wyższej Szkoły Wychowania Fizycznego. Kształci studentów na trzech podstawowych kierunkach zaliczanych do nauk o kulturze fizycznej, na studiach stacjonarnych oraz niestacjonarnych. Wydział Wychowania Fizycznego jest jednostką interdyscyplinarną.
Zatrudnionych jest 158 pracowników naukowo-dydaktycznych (z czego 11 na stanowisku profesora zwyczajnego, 14 na stanowisku profesora nadzwyczajnego ze stopniem doktora habilitowanego, 2 na stanowisku adiunkta ze stopniem doktora habilitowanego, 91 na stanowisku adiunkta, wykładowcy i starszego wykładowcy z tytułem naukowym doktora i 40 magistra). Wydział współpracuje również z emerytowanymi profesorami, których autorytet wspiera zarówno proces dydaktyczny, jak i przede wszystkim wymianę międzynarodową. Na wydziale studenci pobierają naukę na studiach dziennych, studiach zaocznych oraz kilkunastu doktorantów, odbywających studia doktoranckie w ramach Wydziałowego Studium Doktoranckiego.

## Historia
Wydział Wychowania Fizycznego powstał 1 października 1950 roku wraz z powstaniem Wyższej Szkoły Wychowania Fizycznego (od 1972 roku Akademia Wychowania Fizycznego). Wydział ten był jedną tego typu jednostką na wrocławskiej akademii. W 1956 roku wydział uzyskał prawa do nadawania stopni magisterskich i przeszła na czteroletni cykl nauczania. W 1960 roku na wydziale powołano Zakład Usprawniania Leczniczego, który stał się zalążkiem przyszłego Wydziału Fizjoterapii. W 1967 roku na wydziale zorganizowano studia zaoczne. Od 1966 roku posiadał on prawa do doktoryzowania, a od 1990 roku prawa przeprowadzania przewodów habilitacyjnych. W latach 1977–1981 i od 1995 roku ze struktur wydziału wyodrębniono samodzielny Wydział Fizjoterapii. W 2020 roku nastąpiło połączenie wydziału z Wydziałem Nauk o Sporcie, co spowodowało zmianę nazwy na Wydział Wychowania Fizycznego i Sportu.

## Władze (2020–2024)
- dziekan: dr hab. Tadeusz Stefaniak, prof. AWF
- prodziekan ds nauczania na kierunku wychowanie fizyczne: dr hab. Marta Wieczorek, prof. AWF
- prodziekan ds nauczania na kierunku turystyka i rekreacja: dr hab. Bogdan Pietraszewski, prof. AWF
- prodziekan ds nauczania na kierunku sport: dr hab. Jarosław Domaradzki, prof. AWF
- prodziekan ds studenckich: dr Aneta Stosik-Sołtyk

## Poczet dziekanów
- 1958–1965: dr hab. Czesław Niżankowski – medycyna (anatomia, biomechanika)
- 1969–1970: doc. dr hab. Julian Jonkisz – pedagog (pedagogika kultury fizycznej, pedeutologia, teoria wychowania)
- 1973–1976: doc. dr hab. Antoni Janusz – biolog (antropologia dynamiczna)
- 1993–1995: prof. dr hab. Marek Woźniewski – nauki o kulturze fizycznej (rehabilitacja ruchowa)
- 1996–2002: prof. dr hab. Tadeusz Koszczyc – nauki o kulturze fizycznej (dydaktyka i teoria wychowania fizycznego)
- 2002–2008: prof. dr hab. Zofia Ignasiak – nauki o kulturze fizycznej (anatomia, kinezjologia, morfologia funkcjonalna)
- 2008–2012: prof. dr hab. Jan Chmura – nauki o kulturze fizycznej (fizjologia, teoria sportu)
- 2012–2017: prof. dr hab. Krystyna Zatoń – nauki o kulturze fizycznej (teoria, dydaktyka i metodologia wychowania fizycznego)
- 2017–2020: prof. dr hab. Teresa Sławińska-Ochla
- od 2020: dr hab. Tadeusz Stefaniak, prof. AWF

## Kierunki kształcenia
Wydział Wychowania Fizycznego i Sportu Akademii Wychowania Fizycznego we Wrocławiu prowadzi studia pierwszego stopnia (licencjackie, 3-letnie) oraz studia drugiego stopnia (magisterskie uzupełniające, 2-letnie) na trzech kierunkach:
- wychowanie fizyczne
- turystyka i rekreacja
- sport

Poza tym wydział prowadzi studia podyplomowe oraz studia doktoranckie.

## Struktura organizacyjna
- Zakład Rekreacji
- Zakład Turystyki
- Zakład Biostruktury
- Zakład Fizjologii i Biochemii
- Zakład Gimnastyki
- Zakład Lekkoatletyki
- Zakład Nauk Społecznych
- Zakład Pedagogiki Kultury Fizycznej
- Zakład Metodyki Szkolnej Kultury Fizycznej
- Zakład Pływania
- Zakład Zespołowych Gier Sportowych
- Zakład Biomechaniki
- Zakład Biologicznych i Medycznych Podstaw Sportu
- Zakład Motoryczności Człowieka
- Zakład Dydaktyki Sportu
- Zakład Komunikacji i Zarządzania
- Zakład Sportu Paraolimpijskiego
- Pracownia Naukowo-Badawcza Wydziału Wychowania Fizycznego i Sportu
- Zespół Praktyk Pedagogicznych